# Towarzystwo Ekonomistów Polskich
Towarzystwo Ekonomistów Polskich (TEP) – organizacja non-profit powstała w 1994 roku z inicjatywy ekonomistów odwołujących się do wolnorynkowej myśli ekonomicznej. Założycielami TEP byli m.in.: Leszek Balcerowicz, Janusz Beksiak, Jan Winiecki.

## Misja i cel
Misją Towarzystwa Ekonomistów Polskich jest rozwój i popularyzacja liberalnej myśli ekonomicznej oraz zwiększanie jej wpływu na opinię publiczną poprzez edukację ekonomiczną.
Towarzystwo Ekonomistów Polskich realizuje swoje cele za pośrednictwem szerokiej gamy środków. Należą do nich:
- Konferencje tematyczne organizowane samodzielnie i/lub we współpracy z partnerami (odbyły się m.in. trzy konferencje naukowe im. Jana Winieckiego),
- Cykliczne seminaria organizowane przez TEP, Fundacji FOR i Katedrę Międzynarodowych Studiów Porównawczych na SGH poświęcone kluczowym i bieżącym zagadnieniom społeczno-gospodarczym w kraju i zagranicą z udziałem zapraszanych ekspertów/gości oraz członków TEP. Celem seminariów jest stworzenie platformy dyskusyjnej oraz dzielenie się wiedzą,
- Spotkania klubowe członków i sympatyków TEP (nieformalne) ze znanymi ekonomistami oraz osobami życia gospodarczego, publicznego i administracji rządowej. Podczas nich wraz z zaproszonym gościem są omawiane i dyskutowane kluczowe kwestie gospodarcze i społeczne,
- Realizacja programów tematycznych z zakresu gospodarki i polityki gospodarczej (np. program „Monitorowanie inicjatyw legislacyjnych”, którego celem było sygnalizowanie władzom publicznym, środowiskom biznesu i światu akademickiemu ekonomicznych konsekwencji aktów prawnych, jak również sugerowanie zmian w przygotowywanych lub już obowiązujących ustawach);
- Działalność wydawnicza,
- Publikacje prasowe nt. bieżących spraw gospodarczych i społecznych,
- Udział w dyskusji publicznej oraz edukacja ekonomiczna poprzez systematyczne redagowanie bloga TEP – wypowiedź i wpisy członków TEP,
- Edukacja ekonomiczna poprzez obecność na portalach społecznościowych, np. Facebook,
- Udział w debacie publicznej.

## Historia
Inicjatywa powołania Towarzystwa Ekonomistów Polskich pojawiła w listopadzie 1993 r., kiedy to podczas konferencji poświęconej sprawom polskiej gospodarki powołany został komitet założycielski nowego stowarzyszenia. Towarzystwo zarejestrowane zostało jako stowarzyszenie w listopadzie 1994.

## Struktura
Organem zarządzającym towarzystwa jest Rada TEP. Rada składa się z siedmiu członków, w tym przewodniczącego, dwóch wiceprzewodniczących i sekretarza generalnego, wybieranych przez walne zebranie. Kadencja rady trwa dwa lata. Rada reprezentuje towarzystwo na zewnątrz. Aktualnie przewodniczącym rady jest Jarosław Janecki.
Najwyższą władzą towarzystwa jest walne zebranie, które składa się z członków towarzystwa. Walne zebranie odbywa się raz do roku w terminie wyznaczonym przez radę. Walne zebranie powinno się odbyć w ciągu 5 miesięcy po upływie każdego roku kalendarzowego. Walne zebranie przyjmuje sprawozdania rady oraz komisji rewizyjnej za rok poprzedni oraz zatwierdza budżet na rok następny. Nadzwyczajne walne zebranie zwołuje rada z inicjatywy własnej, na wniosek co najmniej 10% członków zwyczajnych lub na wniosek komisji rewizyjnej.
Organem kontroli wewnętrznej towarzystwa jest komisja rewizyjna. Komisja rewizyjna składa się z trzech członków wybieranych spośród członków zwyczajnych i członków założycieli przez walne zebranie na okres dwóch lat. Członkowie komisji wybierają spośród siebie przewodniczącego komisji. Komisja rewizyjna kontroluje prawidłowość prowadzenia finansów towarzystwa i zgodności ich wydatkowania zgodnie z celami statutowymi. Komisja rewizyjna składa sprawozdanie walnemu zebraniu po zapoznaniu ze swą oceną rady towarzystwa.

## Członkowie
Członkiem towarzystwa może być osoba pełnoletnia, czynna w naukach ekonomicznych lub w życiu gospodarczym, niezależnie od obywatelstwa. Członkowie Towarzystwa dzielą się na:
- członków założycieli,
- członków zwyczajnych,
- członków honorowych,
- członków nadzwyczajnych,
- członków wspierających.

Członkami i sympatykami TEP są głównie badacze oraz praktycy sfery publicznej i życia gospodarczego. Wszystkich łączy przekonanie, że własność prywatna, wolny rynek oraz państwo strzegące indywidualnych wolności najefektywniej pomnażają zamożność obywateli.

## Partnerzy
Partnerem TEP może być każda osoba fizyczna, osoba prawna lub jednostka organizacyjna nie posiadająca osobowości prawnej, która podziela i akceptuje statutowe cele TEP, deklarująca finansowe i/lub organizacyjne wsparcie.
Partnerzy:
- Fundacja Wolności Gospodarczej,
- Szkoła Główna Handlowa w Warszawie,

- Wydział Ekonomiczny Uniwersytet Gdański,
- Wydział Ekonomiczno-Socjologiczny Uniwersytet Łódzki,
- Uniwersytet Ekonomiczny w Poznaniu,
- Międzynarodowy Instytut Społeczeństwa Obywatelskiego,
- Dentons(inne języki).

## Finansowanie
Głównym źródłem finansowania działalności towarzystwa są: składki członkowskie, darowizny darczyńców.